# Joseph Louis Descamps
Joseph Louis Descamps (Beloeil, 4 januari 1845 - Frameries, 29 juni 1926) was een Belgisch volksvertegenwoordiger.

## Levensloop
Descamps was doctor in de geneeskunde.
Hij werd provincieraadslid voor Henegouwen en gemeenteraadslid en schepen van Bergen. 
In 1904 werd hij verkozen tot liberaal volksvertegenwoordiger voor het arrondissement Bergen en vervulde dit mandaat tot in 1908.

## Publicatie
- Les ennemis de la santé, Mons, z.d.